# Estação Bobigny - Pablo Picasso
Bobigny - Pablo Picasso é uma estação da linha 5 do Metrô de Paris, a qual ela é o terminal norte, localizada na comuna de Bobigny.

## Localização
A estação está situada no centro de Bobigny, um bairro caracterizado por densas habitações coletivas com apartamentos altos e um grande número de instalações públicas. Ela é o terminal norte da linha 5. Ela se encontra em pequena profundidade, oito metros abaixo da estrada, sob a rue du Chemin-Vert, ao sul do boulevard Maurice-Thorez. O túnel é estendido por cerca de 160 metros sob a rue Pablo-Picasso para permitir o retorno dos trens na traseira da estação. O pátio RATP de Bobigny onde é realizada a manutenção dos trens da linha 5 e do tramway T1 fica nas proximidades.

## História

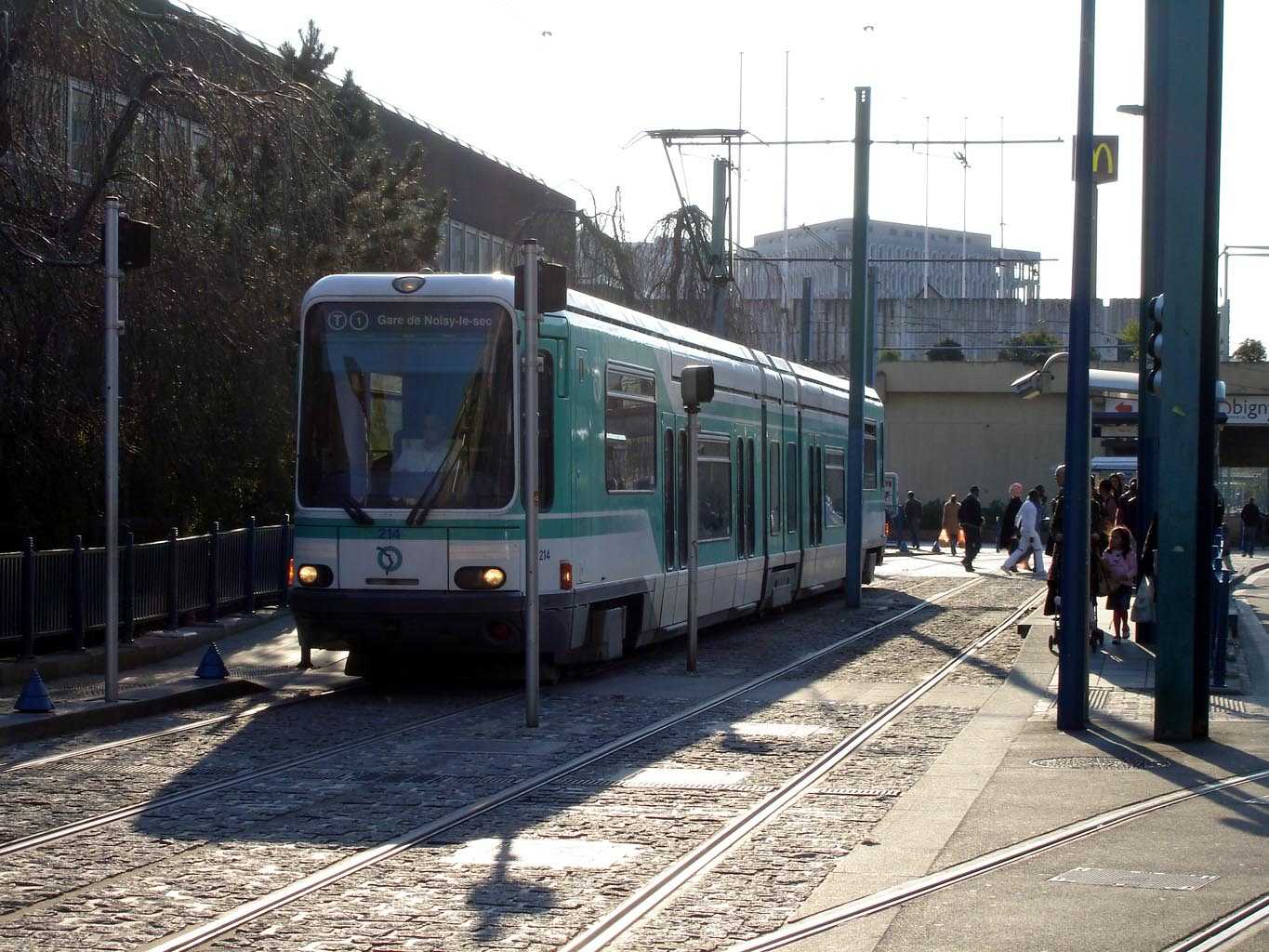
A estação de tramway.

A estação abriu em 25 de abril de 1985. Ela contou 6 722 182 passageiros em 2011. Ela viu entrar 7 135 266 passageiros em 2013, o que a coloca na 38ª posição das estações de metrô por sua frequência. Ela porta como subtítulo Préfecture - Hôtel du Département devido à proximidade da estação com os serviços administrativos do departamento.

## Serviços aos passageiros

### Plataformas
A estação possui, como em Porte de Pantin situada na mesma linha, uma disposição particular própria das estações que servem ou serviram como terminal. Ela compreende três vias e duas plataformas, a plataforma do lado sul sendo lateral e a plataforma do lado norte sendo central entre duas vias. Situada ao nível do solo, ela possui pés-direitos verticais e o teto da estação é reto sem tabuleiro metálico diferente de outras estações.

### Intermodalidade
Desde 6 de julho de 1992, a estação é servida pelo tramway T1 e constituída antes da extensão da estação de Noisy-le-Sec em 15 de dezembro de 2003 seu terminal oriental.
Um terminal de ônibus está localizado acima da estação e oferece conexões com as linhas 134, 146, 148, 234, 251, 301, 303 e 322 da rede de ônibus RATP, com as linhas 615 e 620 da rede de ônibus TRA, com a linha 93 da rede de ônibus CIF, com a linha 8 da rede de ônibus Trans Val de France e, à noite, com as linhas N13, N41 e N45 da rede Noctilien.

## Projeto
Por termo, a estação também será servida pela linha 15 do metrô. A arquitetura da estação é confiada ao Atelier d'architecture Brenac-Gonzalez & Associés.

## Pontos turísticos
- Sede do Conselho Departamental e da Prefeitura de Seine-Saint-Denis
- Canal de l'Ourcq
- Centre commercial Bobigny 2
- Parc Départemental de la Bergère
- Tribunal de grande instância de Bobigny
- Consulado da Argélia
- Cemitério comunal de Bobigny